# Fiat 1500 Coupé Vignale
El Fiat 1500 Coupé Vignale, fue un automóvil deportivo fabricado en Argentina por Fiat Concord  entre los años 1966 y 1970 y basado en el Fiat 1500 C Gran Clase.

## Origen e historia en Italia
Vignale, carrocero entre otros de Ferrari, Maserati y Alfa Romeo, y sobre el chasis del Fiat 1300/1500, fabricó tres versiones:
- En 1962 el 1500 berlina 4 posti, diseñada por Giovanni Michelloti, 
- En 1964 hasta 1969, la coupé 4 posti- 2 porte tipo fastback (berlinetta sportiva),
- Y en 1965 hasta 1969, la coupé 5 posti – 2 porte; que fue la coupe del “Proyecto Vignale” en Argentina, y que Vignale siguió ofreciendo, también en Italia hasta 1969. 
Para la producción de estas series de fuori serie, Carrozzería Vignale tercerizaba una serie de tareas y contaba con proveedores externos. O.TO.CAR (Officina Torinese Carrozzeria) proveía los paneles de chapa estampados, la tapicería fue hecha por Manzon & Bertolotti, molduras y rejillas de CELLINO, los cromados era realizados por CORIO, las carrocerías eran pintadas por A.R.C.A y las fundiciones por la empresa FOMT.
Los autos recién ensamblados eran trasladados a la planta de la empresa COREL, donde se realizaba el acabado de las puertas y el capó, terminaciones de pintura, el cableado eléctrico, el equipamiento interior, el ensamblaje del tablero, las ventanas, el parabrisas y las luces. 
La coupé 5 posti – 2 porte fue presentada en el 38° Salón Internacional de Ginebra (Suiza), el 10 de marzo de 1966. Vignale presentó en su stand al
Maserati México, la Fiat 1500 S Berlinetta Sportiva, el Jensen Nova, el 850 berlina y la 1500 coupé, el Matra y el Opel. Fue un salón con muchas novedades, frente a la 1500 coupé estaba el stand de Bertone presentando el Lamborghini Miura. Por su parte Pinifarina presentaba el “Duetto”, entre otras tantas novedades.
El diseño de la 1500 coupé, es una derivación o rediseño sobre la base de la berlina 4 posti de Michelotti, que ya para 1962 no colaboraba más con Vignale. Michelotti no participó en ese restyling, sino que fue un proyecto conjunto interno, llevado a cabo por el estilista de la “casa” Virginio Vairo con la colaboración del equipo de diseño: Delio Meinardi, Alfredo Zanellato Vignale y por supuesto, del mismo Alfredo Vignale.

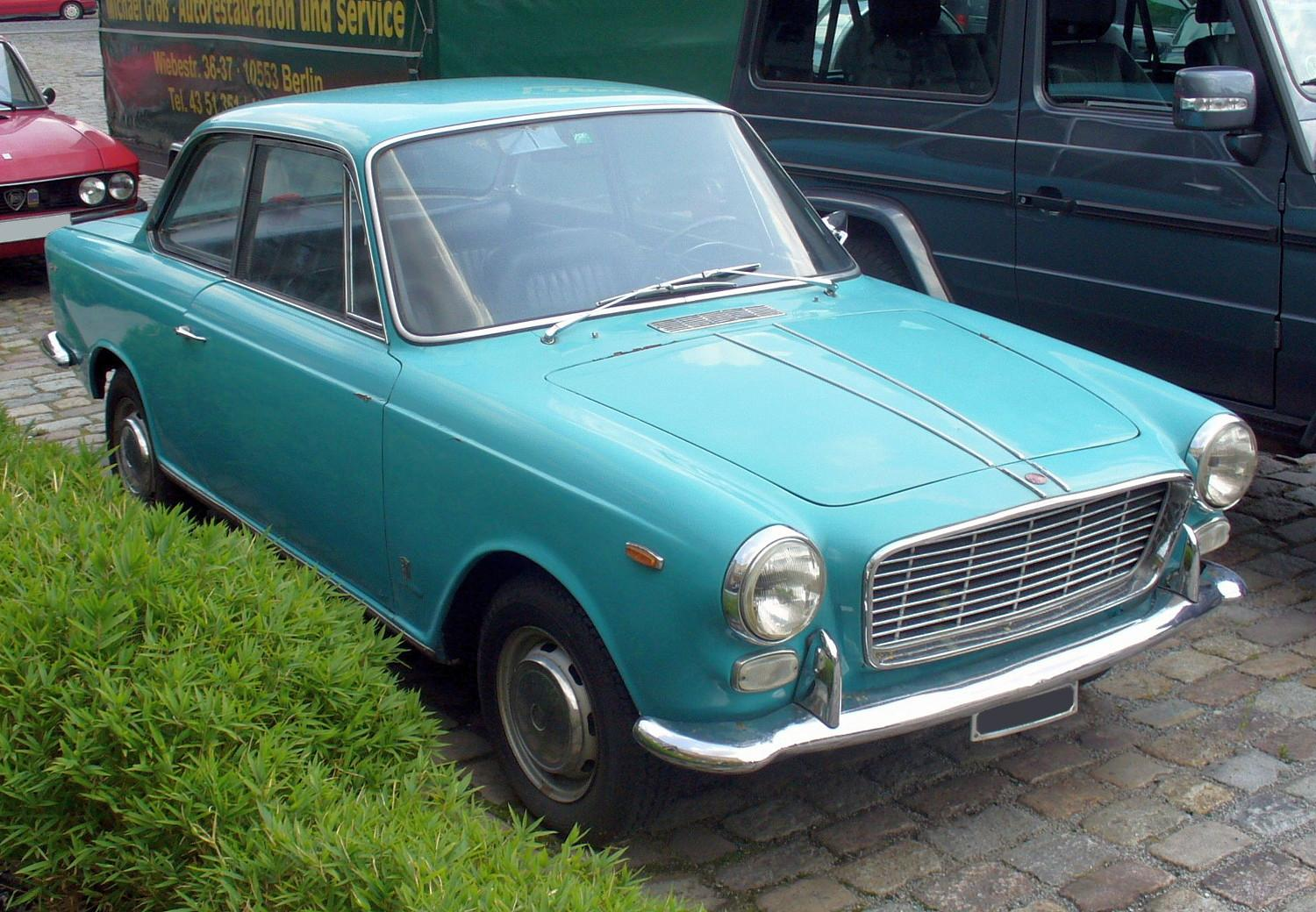
Fiat Vignale 1300-1500 Coupé (1963), predecesor lejano

## En Argentina
En 1966, Vignale le cede a Fiat Concord Argentina el royalty para fabricar en ese país la coupé 1500 (segunda serie) a partir de 1966. 
Con carácter mucho más deportivo, las principales diferencias con la coupé italiana eran el volante de diseño Nardi, la consola central, la selectora de cambios al piso, entre otros detalles. 
Los coches fueron equipados con motores de un desplazamiento de 1481 cc con 81 CV (60 kW) de potencia, caja manual de 4 marchas al piso (*), y frenos hidráulicos a disco adelante y tambor atrás.
En 1969, el nivel de rendimiento se elevó al aumentar el desplazamiento a 1625 cc. Posteriormente se le realizó un cambio en la carrocería, convirtiéndola en «coupé fastback» y su denominación pasó a ser 1600 Sport.
Fueron fabricados en Argentina 5.228 unidades conforme tabla a continuación:
1966 - 1.428 unidades
1967 - 1.355 unidades
1968 - 1.045 unidades
1969 - 1.200 unidades
1970 - 200 unidades
Total - 5.228 unidades
(*) Sobre este asunto existe una idea no confirmada de que también se proveyó con una versión de transmisión manual de 5 marchas al piso. Diversos documentos históricos comprueban que la transmisión de 5 marchas no era provista por FIAT Concord como equipamiento de serie, por lo que se cree que algunas sedes de la Red de Concesionarios FIAT lo ofrecían como un opcional al momento de la compra del vehículo.

## Motorizaciones
Tanto el motor como la caja de transmisiones eran producidos en FIAT Concord - Planta Córdoba (actual Stellantis Córdoba). Posteriormente eran trasladados a FIAT Concord - Planta Palomar (actual Stellantis El Palomar) donde era ensamblado el conjunto motopropulsor y órganos mecánicos en la plataforma. Finalmente, este conjunto rodante era trasladado a FIAT Concord - Planta Caseros, donde se colocaba la carrocería y se concluía el montaje final.
Las motorizaciones producidas:
- 1966 - 1968: 1500 Coupé - 1481 cc (diámetro 77 x carrera 79,5 mm) OHV 4 cilindros en línea de 81 CV (60 kW) a 5.200 rpm (código de motor 115 C)
- 1969 - 1970: 1500 Coupé (motor 1600) - 1625 cc (diámetro 78 x carrera 85 mm) OHV 4 cilindros en línea de 88 CV (65 kW) a 5.300 rpm (código de motor 115 C 2038/20)